# USS Oklahoma (BB-37)
USS Oklahoma (BB-37), chiếc tàu chiến duy nhất của Hải quân Hoa Kỳ được đặt cái tên này nhằm tôn vinh tiểu bang thứ 46 của Hoa Kỳ, là một thiết giáp hạm thời kỳ Thế Chiến I, và là chiếc thứ hai trong tổng số hai chiếc thuộc lớp tàu này; con tàu chị em với nó là chiếc thiết giáp hạm Nevada.
Được đưa vào hoạt động năm 1916, Oklahoma hoạt động trong Thế Chiến I như một thành viên của Đội Thiết giáp hạm 6, bảo vệ các đoàn tàu vận tải Đồng Minh vượt qua Đại Tây Dương. Sau những năm phục vụ tại Thái Bình Dương và Hạm đội Tuần tiễu, Oklahoma được hiện đại hóa từ năm 1927 đến năm 1929. Nó giải cứu công dân Hoa Kỳ và những người tị nạn khỏi cuộc Nội chiến Tây Ban Nha vào năm 1936; và sau khi quay về bờ Tây Hoa Kỳ vào tháng 8 năm đó, nó phục vụ suốt thời gian còn lại tại Thái Bình Dương. Trong trận tấn công Trân Châu Cảng ngày 7 tháng 12 năm 1941, nó bị đánh chìm bởi bom và ngư lôi thả từ máy bay của Hải quân Đế quốc Nhật Bản, mang theo nó 429 thành viên thủy thủ đoàn khi nó bị lật úp.
Nó được vớt lên vào năm 1943, nhưng không như hầu hết các tàu chiến khác bị hư hại tại Trân Châu Cảng, nó không bao giờ được sửa chữa để quay lại hoạt động. Thay vào đó, các khẩu pháo và cấu trúc thượng tầng của nó được tháo dỡ dùng cho các mục đích khác, còn bản thân Oklahoma cũng bị bán để tháo dỡ. Tuy nhiên nó đã bị chìm trong khi đang được kéo về lục địa vào năm 1947.

## Thiết kế và chế tạo

### Thiết kế
Oklahoma là chiếc thiết giáp hạm cuối cùng của Hải quân Mỹ được trang bị động cơ hơi nước kiểu ba buồng bành trướng đặt dọc thay cho các turbine hơi nước; kết quả là nó có vấn đề về sự rung động trong suốt quá trình phục vụ.

### Chế tạo
Được đặt lường vào ngày 26 tháng 10 năm 1911 bởi New York Shipbuilding Corporation tại Camden, New Jersey, Oklahoma được hạ thủy vào ngày 23 tháng 3 năm 1914, được đỡ đầu bởi Lorena J. Cruce, con gái của Thống đốc tiểu bang Oklahoma Lee Cruce. Nó được đưa vào hoạt động tại Philadelphia, Pennsylvania vào ngày 2 tháng 5 năm 1916 dưới quyền chỉ huy của Thuyền trưởng Roger Welles.

## Lịch sử hoạt động

### Giữa hai cuộc Thế Chiến

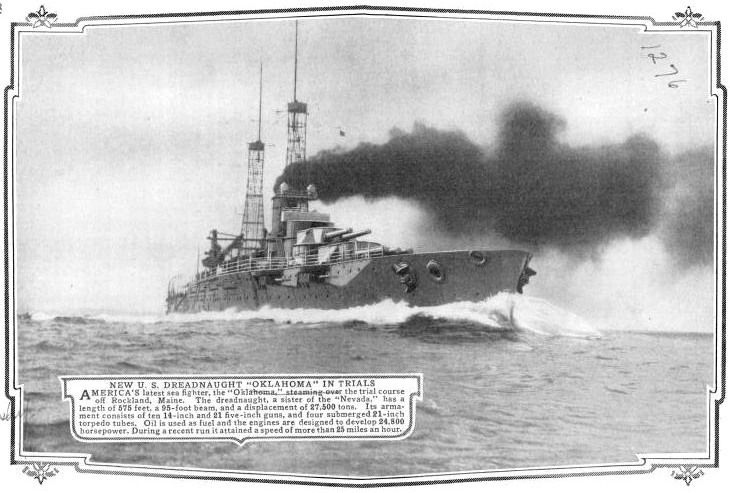
USS Oklahoma đang di chuyển trong quá trình chạy thử nghiệm

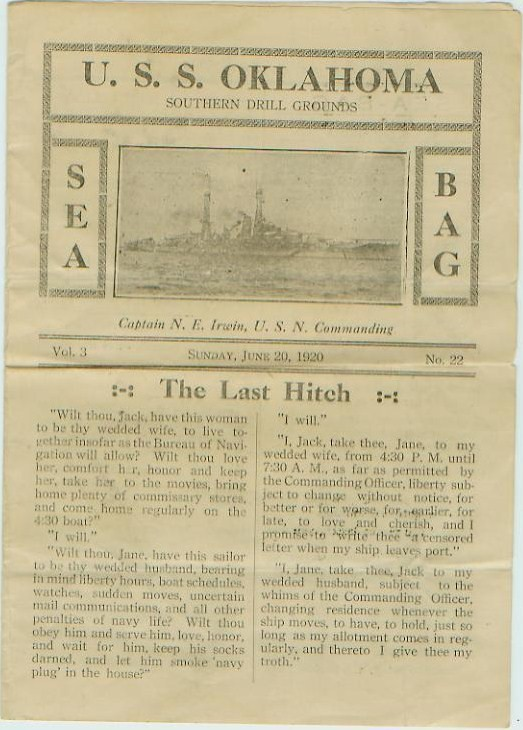
Bản tin nội bộ của con tàu "Sea Bag", ngày 20 tháng 6 năm 1920

Oklahoma gia nhập Hạm đội Đại Tây Dương và được đặt căn cứ nhà tại Norfolk, Virginia. Nó thực hiện các khóa huấn luyện cho đến ngày 13 tháng 8 năm 1918, khi nó cùng chiếc tàu chị em Nevada trong nhiệm vụ hộ tống các đoàn tàu vận tải trên các vùng biển châu Âu. Đến tháng 12 nó nằm trong số những chiếc tàu hộ tống cho Tổng thống Woodrow Wilson sang Pháp, sau đó nó khởi hành ngày 14 tháng 12 hướng về New York rồi tham gia thực tập hạm đội mùa Đông trong vùng biển Cuba. Nó quay lại Brest vào ngày 15 tháng 6 năm 1919 để hộ tống Tổng thống Wilson trên chiếc George Washington quay trở về nhà sau chuyến thăm nước Pháp lần thứ hai, và về đến New York ngày 8 tháng 7.
Trong vòng hai năm sau đó, Oklahoma hoạt động trong đội hình Hạm đội Đại Tây Dương, được đại tu và huấn luyện thủy thủ đoàn. Số pháo hạng hai của nó được giảm bớt từ 20 xuống còn 12 khẩu 127 mm vào năm 1918. Đầu năm 1921, nó di chuyển đến bờ Tây Nam Mỹ trong cuộc tập trận phối hợp cùng Hạm đội Thái Bình Dương Dương, và quay lại sau đó tham gia lễ hội Một trăm năm Peru. Nó được chuyển sang hoạt động cùng Hạm đội Thái Bình Dương trong sáu năm, đánh dấu bằng chuyến đi hữu nghị của Hạm độ Thiết giáp hạm đến Úc và New Zealand năm 1925. Gia nhập hạm đội Tuần tiễu vào đầu năm 1927, Oklahoma tiếp tục thực hiện chuyến đi huấn luyện học viên mới vào mùa Hè năm đó, đi đến bờ Đông để đón học viên lên tàu, chở họ qua kênh đào Panama đến San Francisco, và đưa họ quay trở về sau khi ghé qua Cuba và Haiti.

### Giải cứu người tị nạn tại Tây Ban Nha
Sau khi được hiện đại hóa bằng việc bổ sung thêm tám khẩu pháo 127 mm (5 inch)/25 caliber tại Philadelphia từ tháng 9 năm 1927 đến tháng 7 năm 1929, Oklahoma gia nhập trở lại Hạm đội Tuần Tiễu và tham gia các cuộc tập trận tại vùng biển Caribbe, rồi quay trở lại bờ Tây vào tháng 6 năm 1930 cho các cuộc thao diễn hạm đội trong suốt mùa Xuân năm 1936. Mùa Hè năm đó, nó mang theo các học viên mới trong một chuyến đi huấn luyện đến châu Âu và viếng thăm các cảng phía Bắc. Chuyến đi đột ngột bị dừng lại do cuộc nội chiến tại Tây Ban Nha nổ ra, và Oklahoma buộc phải chuyển hướng đến Bilbao, và đến nơi vào ngày 24 tháng 7 năm 1936 để giải cứu các công dân Hoa Kỳ cùng nhiều người tị nạn khác, và chuyên chở họ đến Gibraltar và các cảng Pháp. Nó quay về Norfolk vào ngày 11 tháng 9, và đi đến bờ Tây ngày 24 tháng 10.
Trong bốn năm tiếp theo, Oklahoma hoạt động cùng Hạm đội Thái Bình Dương, bao gồm các chiến dịch phối hợp cùng Lục quân và huấn luyện cho quân nhân dự bị.

### Trân Châu Cảng

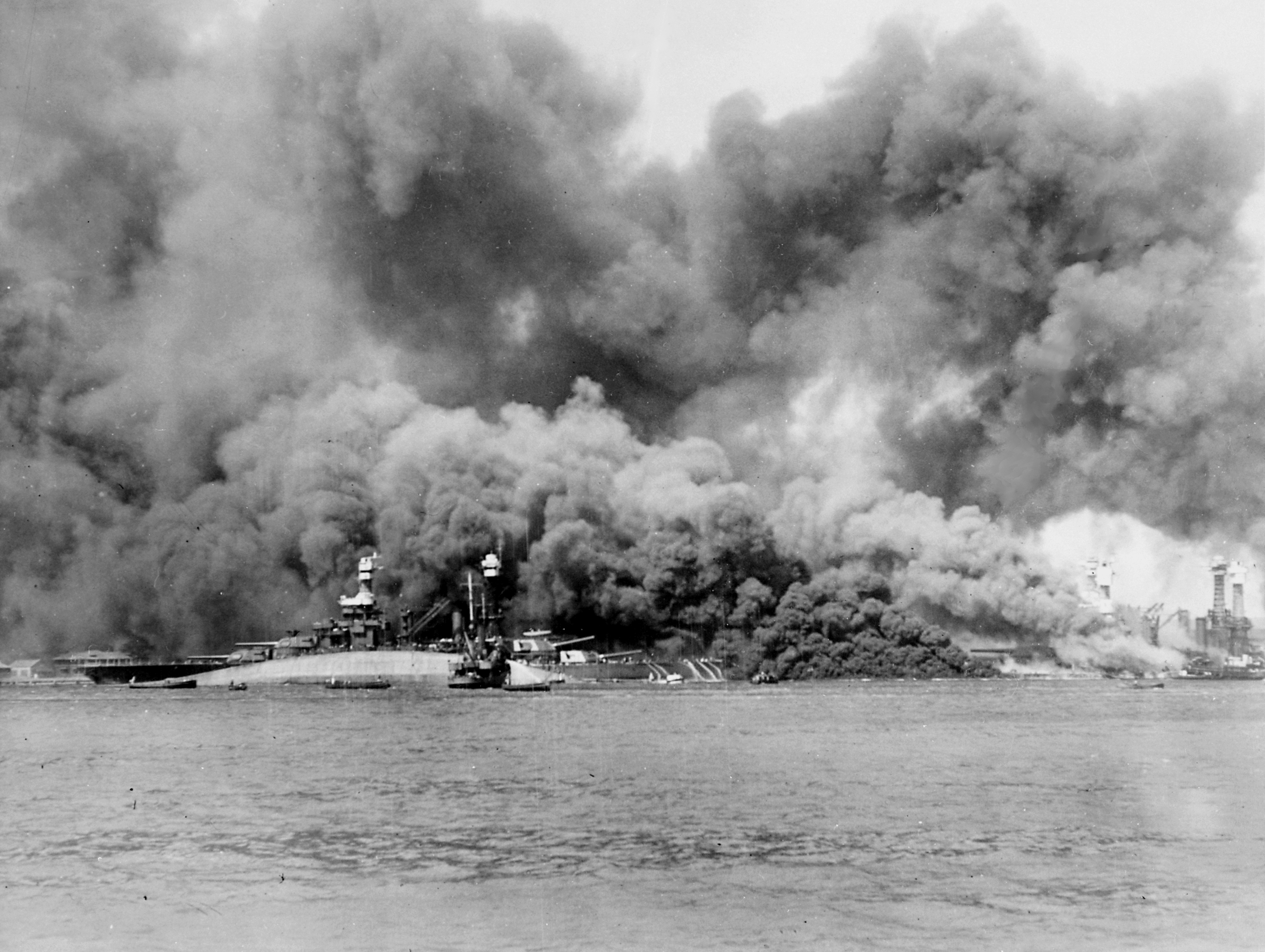
USS Oklahoma đang cháy trong một bức ảnh chụp trong quá trình trận tấn công Trân Châu Cảng.

Oklahoma đặt căn cứ tại Trân Châu Cảng từ ngày 6 tháng 12 năm 1940 để tuần tra và diễn tập. Nó neo đậu trong hàng thiết giáp hạm dọc theo đảo Ford vào ngày 7 tháng 12 năm 1941 khi Hải quân Đế quốc Nhật Bản bất ngờ tấn công. Neo đậu dọc theo bên ngoài thiết giáp hạm Maryland, Oklahoma hứng chịu ba quả ngư lôi hầu như ngay lập tức sau khi những quả bom đầu tiên phát nổ. Khi nó bắt đầu bị nghiêng, có thêm hai quả ngư lôi nữa đánh trúng, trong khi thủy thủ của nó bị càn quét khi họ rời tàu. Chỉ 12 phút sau khi trận tấn công mở màn, Oklahoma bị lật úp cho đến khi dừng lại bởi cột buồm của nó chạm đến đáy vịnh, với mạn tàu bên phải còn nổi trên mặt nước.
Tuy nhiên, nhiều người trong thủy thủ đoàn đã tiếp tục chiến đấu qua việc trèo lên chiếc Maryland để giúp hoạt động các khẩu đội pháo phòng không. 429 sĩ quan và thủy thủ đã tử trận hay mất tích, cùng 32 người khác bị thương. Trong số những người chết có linh mục Aloysius Schmitt, vị tuyên úy đầu tiên thuộc mọi tín ngưỡng chết trong Thế Chiến II. Nhiều người bị mắc kẹt lại bên trong thân tàu bị lật úp đã được cứu thoát nhờ những hành động giải cứu anh dũng, như trường hợp của Julio DeCastro, một công nhân dân sự của xưởng tàu đã tổ chức một toán cứu hộ và giải thoát được 32 thủy thủ trên chiếc Oklahoma. Tên của một số người tử trận sau đó đã được đặt cho các con tàu mới, như trường hợp của Thiếu úy John England được đặt tên cho chiếc USS England (DE-635) và chiếc USS England (DLG-22).

### Việc trục vớt
Công việc trục vớt đầy khó khăn được bắt đầu vào ngày 15 tháng 7 năm 1942 bởi Xưởng hải quân Trân Châu Cảng dưới sự chỉ huy trực tiếp của Đại tá F. H. Whitaker. Công việc chuẩn bị kéo dài gần tám tháng, trong khi công việc dựng đứng lại con tàu mất trên ba tháng, từ ngày 8 tháng 3 đến ngày 16 tháng 6 năm 1943, và Oklahoma được kéo vào ụ nổi ngày 28 tháng 12. Được cho ngừng hoạt động ngày 1 tháng 9 năm 1944, Oklahoma được cho tháo dỡ pháo và các cấu trúc thượng tầng, và được bán cho hãng Moore Drydock Company tại Oakland, California để tháo dỡ vào ngày 5 tháng 12 năm 1946. Vào ngày 17 tháng 5 năm 1947, trong khi đang được kéo về San Francisco để được tháo dỡ, Oklahoma bị chìm trong một cơn bão ở vị trí khoảng 870 km (540 dặm) ngoài khơi Trân Châu Cảng.